# Stemma di Madrid
I componenti principali dello stemma di Madrid (l'orso e il corbezzolo, el oso y el madroño in spagnolo) hanno origine nel Medioevo. I diversi stemmi hanno subito diverse modifiche, perdendo ad esempio elementi spesso visualizzati nei primi disegni come acqua e selce.
Nel 1822 il consiglio comunale adottò un progetto che prevedeva l'aggiunta di un grifone e di una corona civica, che furono rimossi nel 1967.
Lo scudo è d'argento, con un orso nero appoggiato a un albero di corbezzolo dai frutti maturi; contornato da un bordo azzurro con sette stelle argentate. Lo scudo è ornato da una grande corona reale d'oro e pietre preziose, con otto rosette (cinque a vista) alternate a otto perle; questa corona è comunemente usata nell'araldica spagnola per gli stemmi territoriali e municipali.
L'immagine dell'orso e del corbezzolo è anche una componente dello stemma della squadra di calcio dell'Atletico Madrid.

## Storia
Secondo le cronache, le milizie madrilene portavano uno stendardo che le identificava in diverse battaglie dell'inizio del XIII secolo, raffigurante un orso nero (prieto) su un campo argentato.
All'inizio del XIII secolo, dopo un conflitto tra il Consiglio di Madrid e il clero di Toledo per la distribuzione del territorio di El Real de Manzanares, alle pendici della Sierra de Guadarrama, fu stabilito, nel 1222, che i pascoli fossero sotto il controllo del clero di Toledo, mentre le foreste della zona sotto quello del Consiglio di Madrid. L'orso, che in precedenza era esposto a quattro zampe, iniziò ad essere raffigurato in piedi sulle zampe posteriori appoggiato a un albero nelle rappresentazioni del Consiglio, forse a rappresentare il dominio sulle zone forestali, mentre l'orso rappresentato negli emblemi del clero rimase a quattro zampe su un pascolo.
Diverse sono le ipotesi riguardanti gli inizi dell'identificazione dell'albero con un corbezzolo (Arbutus unedo): da una possibile una confusione tra Arbutus e Arbustus, ossia albero, motivata dall'improbabile abbondanza della specie a Madrid, a un tentativo di migliorare la vistosità della composizione.
| Storia dello Stemma di Madrid | Storia dello Stemma di Madrid | Storia dello Stemma di Madrid | Storia dello Stemma di Madrid |
| Stemma                        | Arma                          | Data                          | Dettagli |
| ----------------------------- | ----------------------------- | ----------------------------- | --- |
|                               |                               | c.1212-1222                   | Nel 1212, il Consiglio di Madrid inizia ad utilizzare uno stendardo sul quale è rappresentato un orso con le sette stelle dell'Orsa Maggiore o dell'Orsa Minore. Questo stendardo fu usato dalle truppe madrilene nella battaglia di Las Navas de Tolosa. |
|                               |                               | 1222-1544                     | L'orso, inizialmente rappresentato pascolante, ora è innalzato sulle zampe posteriori per cibarsi dei frutti dell'albero. Le sette stelle a otto punte vengono raccolte su un bordo azzurro. |
|                               |                               | 1544-c.1600                   | Nel 1544 Carlo V assegna a Madrid i titoli di "Imperial" e "Coronada", motivo per il quale viene aggiunta una corona sopra l'albero. |
|                               |                               | c.1600-c.1650                 | Nel XVII secolo la corona reale spagnola viene spostata sopra lo scudo. |
|                               |                               | c.1650-1859                   | Nel 1650 circa le stelle vengono riposizionate in modo da averne 3 sulla parte superiore anziché su quella inferiore. Lo scudo iniziò ad essere un ornamento esterno comune. |
|                               |                               | 1859-1873 / 1874-1931         | Nel 1859 vengono aggiunti un grifone dorato e una corona civica, assegnata dalla Cortes (il parlamento) per l'eroismo del popolo di Madrid contro l'occupazione francese del 1808. Secondo il letterato Mesonero Romanos, il grifone era originariamente un drago o un serpente, che era esposto sulla chiave di volta dell'arco di una delle porte dell'antica cinta muraria di Madrid, "Puerta Cerrada" o "Puerta de la Sierpe". Nel 1582 un incendio distrusse la porta e le mura non furono mai ricostruite; il serpente, che successivamente divenne un drago, fu adoperato come simbolo informale di Madrid fino al XIX secolo, quando fu deciso di incorporare il dragone nello stemma ufficiale, cambiandolo in un grifone. Le stelle divennero a cinque punte e la corona spagnola aperta fu sostituita dalla corona chiusa con otto archi. Furono aggiunti ulteriori ornamenti come l'insegna dell'Ordine del Toson d'oro. |
|                               |                               | 1873-1874 / 1931-1939         | Durante la prima e la seconda Repubblica spagnola, la corona reale è sostituita da una corona di città e sono rimossi il collare dell'Ordine dinastico e l'insegna dell'Ordine del Toson d'oro. |
|                               |                               | 1939-1967                     | Nel periodo franchista, le stelle sono a sei punte e la corona di città è sostituita con la corona aperta usata dal regime di Francisco Franco. Lo scudo e la corona d'alloro caddero in disuso. |
|                               |                               | 1967-1982                     | Nel 1967 vengono rimossi il grifone e la corona civica. |
|                               |                               | 1982–Attuale                  | Nel 1982 la corona usata dal regime franchista è stata rimpiazzata dalla corona reale aperta. Il design degli elementi è stato semplificato così come la forma dello stemma. |